# 基洛沃特 (加利福尼亞州)
基洛沃特（英語：Kilowatt）是位於美國加利福尼亞州克恩縣的一個非建制地區。該地的面積和人口皆未知。

## 地理
基洛沃特的座標為35°23′56″N 119°26′50″W / 35.39889°N 119.44722°W，而該地的平均海拔高度為85米（即279英尺）。